# Brunssumse oktoberfeesten
De Brunssumse Oktoberfeesten is het oudste oktoberfeest van Nederland. Het feest een jaarlijks terugkerend driedaags tentfeest in het Zuid-Limburgse Brunssum en vindt ieder laatste weekend van oktober plaats. Het was jarenlang na de oktoberfeesten in Sittard en in Varsseveld het op twee na grootste oktoberfeest van Nederland wat betreft bezoekersaantallen. In de media verschijnt vaak het bericht dat Sittard het oudste oktoberfeest van Nederland is. Dit is echter onjuist, in Brunssum wordt al sinds 2004 het oktoberfeest georganiseerd. In Sittard startte het Oktoberfeest in 2005.

## 2004 t/m 2006
Op 20 januari 2004 werd de Stichting Brunssumse Oktoberfeesten opgericht, na een idee van Oostenrijkliefhebber Fred Janssen.
10 maanden later, op 30 en 31 oktober 2004, vond de eerste editie plaats in zaal 'D'r Brikke Oave' in Brunssum.
Ook in 2005 en 2006 werden de tweedaagse feesten in deze zaal georganiseerd.
Mede door drastisch dalende bezoekersaantallen, slechts 200 betalende bezoekers in 2006, zorgden ervoor dat een meerderheid van het bestuur opstapte.
Oprichter Janssen was in 2005 uit onvrede al opgestapt.

## 2007 t/m 2011
Onder leiding van bestuurslid Nico Trommelen, die in 2005 al pleitte voor het verplaatsen van het evenement van een zaal naar een tent, werd een nieuw bestuur gevormd. Oprichter Fred Janssen keerde ook weer terug bij de vereniging. Trommelen werd gekozen tot voorzitter.
In het jaar 2007 vond het evenement voor het eerst plaats in een tent, op het Lindeplein in Brunssum.
Al snel genoot de Brunssumse Oktoberfeesten grote bekendheid onder liefhebbers van de zogeheten "Volkstümliche muziek". De bezoekersaantallen verdubbelden in 3 jaar tijd bijna, van circa 2500 bezoekers in 2007 naar circa 4500 bezoekers in 2009.
De zaterdagavond was al die drie jaren uitverkocht.
In 2010 werd het record verbroken van de best bezochte avond van de feesten. Op vrijdag 29 oktober kwamen 2700 mensen naar de feesttent toe, die daarmee was uitverkocht. Dit was met name te danken aan DJ Ötzi, bekend van de hit Anton aus Tirol. In 2011 werd het record al weer verbroken. De aanwezigheid van de Schürzenjäger, Oostenrijks meest succesvolle band aller tijden, zorgde voor een uitverkochte tent met bijna 3.000 bezoekers.
Bekende artiesten uit de Volkstümliche muziek, zoals Marc Pircher, Zillertaler Haderlumpen en de Zellberg Buam traden al op in Brunssum.
De meeste artiesten die optreden in Brunssum komen het uit bij Nederlanders geliefde en bekende Zillertal.

## 2012 t/m 2019
Na het feest in 2011 vond er een wisseling plaats van diverse bestuursleden. Alleen Nico Trommelen (voorzitter) en zijn zoon Danny, die secretaris en penningmeester werd, bleven van het oude bestuur over.
Tot op heden hebben zij nog altijd zitting in het bestuur.
De jaren vanaf 2012 gingen met ups en downs. De schlageravond op vrijdag 26 oktober 2012 werd een gigantische flop, waardoor het hele eigen opgebouwde vermogen verloren ging. Na succesvollere edities in 2013 en 2014 ging het in 2015 weer mis. Er werd noodgedwongen voor het eerst afgeweken van het laatste weekend van oktober.
Wegens verbouwing van het Lindeplein, werd de tent verplaatst naar het aangrenzende Vijverpark. Hier waren echter geen voorzieningen, waardoor er veel extra kosten gemaakt moesten worden. Ook moest men op deze locatie eerder stoppen om de overlast te beperken voor aangrenzende woningen. Daarnaast was er veel pech met het weer. Tijdens de opbouw werden al kourecords verbroken. 13 en 14 oktober 2015 staan nog altijd in de recordboeken als koudste dagen ooit op die data.
Tijdens het weekend van 16, 17 en 18 oktober was het niet veel warmer. Ook was er veel regen en (natte) sneeuw. Last-minute bezoekers haakten af. De Stichting kwam in de rode cijfers.
In 2016 ging men weer naar een nieuwe locatie: het Koutenveld. De vier edities die tot dusver hier plaatsvonden waren erg succesvol en al snel werden de tekorten uit 2015 weggewerkt.
Ook in dit jaar was het feest niet in het laatste weekend, maar op 14, 15 en 16 oktober.
Sinds 2017 is het feest weer traditioneel in het laatste weekend van oktober.
Oprichter en bedenker van de Brunssumse Oktoberfeesten, Fred Janssen, overleed onverwacht op 14 december 2017. Hij werd slechts 61 jaar. Tijdens het feest van 2018 werd hier bij stilgestaan door een applaus van 1 minuut door een volle feesttent.
In de jaren 2012 t/m 2019 stonden ook weer vele grote namen op het podium, waaronder Markus Wolfahrt (Klostertaler), Dennie Christian, Edlseer en die Zillertaler Schürzenjäger Rebellion.

## Corona
I.v.m de coronapandemie ging het feest van 2020 niet door. In 2021 zou het feest ook niet doorgaan. Vanwege de beperkende maatregelen, waaronder een bezoekersbeperking, was het niet rendabel het feest in de tent te organiseren.
Minder dan twee maanden voor het feest zou plaatsvinden, opperde de vaste geluidsman van de Brunssumse Oktoberfeesten om een kleine editie te houden in zaal D'r Brikke Oave, waar het feest de eerste drie jaren ook georganiseerd werd. Na al die corona ellende snakten de mensen naar een feest, was zijn mening. Na enige twijfel ging het bestuur overstag, waardoor in korte tijd een programma en PR uit de grond werd gestampt. Het feest werd voor deze kleine editie ingekort van drie naar twee dagen: vrijdagavond en zaterdagavond. Vanwege de coronamaatregelen mocht de zaal niet helemaal gevuld worden, waardoor maar 700 mensen per avond het feest konden bezoeken. Beide avonden waren uitverkocht.

## Bezoekers
Brunssum was een van de eerste feesten waar grote namen uit de Volksmuziek optraden. Hierdoor had het feest een grote aantrekkingskracht uit een groot gebied. Het merendeel van de bezoekers aan de Brunssumse Oktoberfeesten kwam in de beginjaren uit de heel verre omtrek. Zelfs tot aan Groningen en de Belgische kust toe wisten de bezoekers de weg naar Brunssum te vinden.
Nadat oktoberfeesten in heel Nederland steeds populairder waren, was het voor veel bezoekers die van ver kwamen niet meer noodzakelijk om naar Brunssum te gaan. De artiesten die in Brunssum optraden, waren nu vaker dichter bij huis te zien. Desondanks trekken nog altijd veel liefhebbers naar Brunssum, omdat het evenement bekend staat als kwalitatief een van de beste en gezelligste oktoberfeesten in de Benelux.
Gezien de gunstige Euregionale ligging van Brunssum trekt het evenement ook veel bezoekers uit Duitsland en met name België en zelfs uit Luxemburg, Frankrijk, Oostenrijk en Zwitserland komen enkele bezoekers. Daarmee heeft het evenement een sterk internationaal karakter.

## In vergelijking met andere oktoberfeesten
Het grootste oktoberfeest van Nederland vindt plaats in Sittard, niet ver van Brunssum. De oktoberfeesten in Sittard vindt altijd in de herfstvakantie plaats en schuift daarom steeds met de datum. Het feest vindt daarom meestal een tot twee weken voor de oktoberfeesten in Brunssum plaats en duurt zes dagen. Dit oktoberfeest vindt plaats samen met de grote najaarskermis en in meerdere tenten.
Het oktoberfeest in Sittard trekt samen met de kermis totaal zo'n 250.000 bezoekers in 6 dagen tijd, waarvan er circa 30.000 mensen ook een van de tenten bezoekt.
In 2017 werd een bezoekersrecordvan het oktoberfeest gebroken met 50.000 bezoekers (kermis en tenten) op een dag.
Volgens veel liefhebbers van de Volkstümliche muziek mag het oktoberfeest in Sittard geen oktoberfeest genoemd worden, omdat het programma met Nederlandse artiesten en DJ's met allerlei lasershows totaal niks te maken hebben met een oktoberfeest.
In de beginjaren was de oktoberfeesten in Brunssum ook een van de drukst bezochte oktoberfeesten van Nederland. Inmiddels zijn er oktoberfeesten die meer bezoekers trekken. In de jaren voor de coronapandemie schoten de oktoberfeesten namelijk als paddenstoelen uit de grond, een trend die zich ook in 2022 voorzet. Een van de drukst bezochten oktoberfeesten in Nederland op één dag vond plaats in Geerdijk. Daar trokken bijna 6.000 bezoekers op zaterdag 1 oktober 2022 naar de feesttent.
Na Sittard zijn de oktoberfeesten in Varsseveld, met circa 6.000 bezoekers, het grootste van Nederland.
In tegenstelling tot Sittard en Brunssum vinden de oktoberfeesten in Varsseveld slechts op één dag plaats: zondag.
Voorheen vond ook dit oktoberfeest op meerdere dagen plaats, maar de zaterdagavond (waar vooral veel Nederlandse artiesten optraden) trok te weinig bezoekers.
Op het programma in Varsseveld staan wel voornamelijke Duitse en Oostenrijkse artiesten en staat ook als zeer goed aangeschreven. Het Achterhoekse Oktoberfeest in Varsseveld is sinds de coronapandemie niet meer doorgegaan. Ook de editie van 2022 werd afgelast, vanwege de hoge kosten.